# Crassula muscosa
Crassula muscosa là một loài thực vật có hoa trong họ Crassulaceae. Loài này được L. miêu tả khoa học đầu tiên năm 1760.

## Gallery

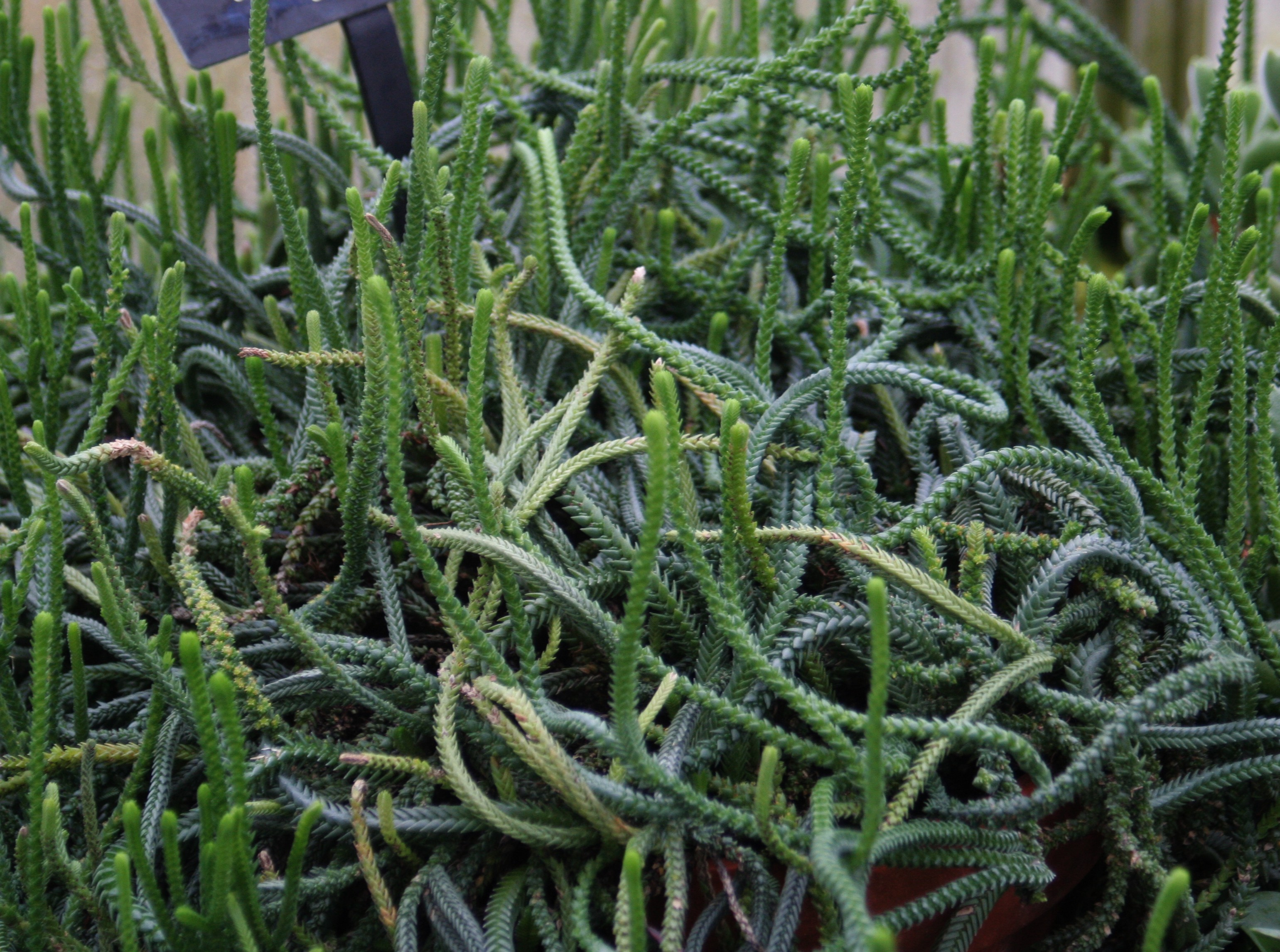
An exemplar at Buffalo and Erie County Botanical Gardens (Buffalo, NY)
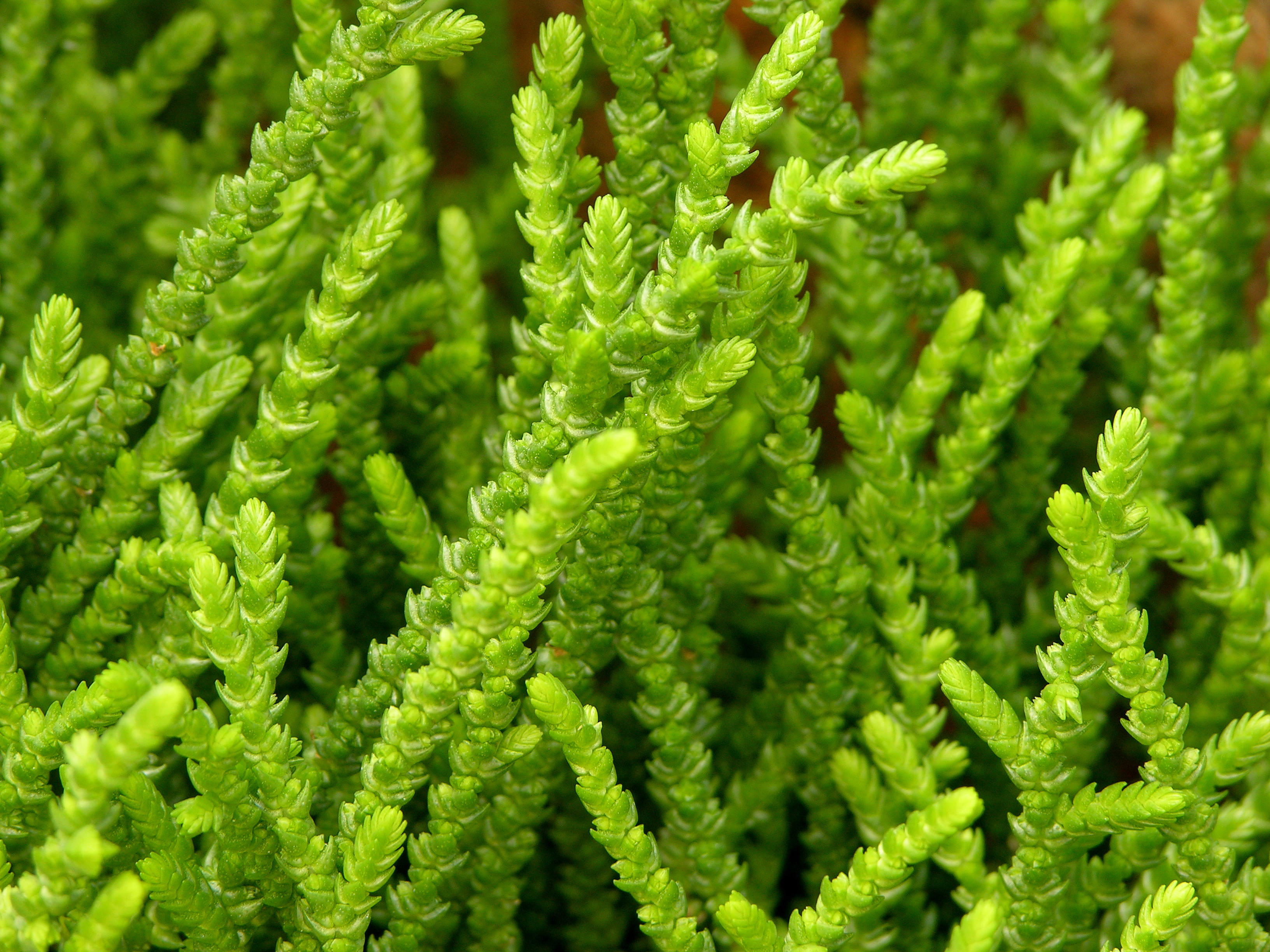
An exemplar at Chanticleer Garden (Wayne, PA)
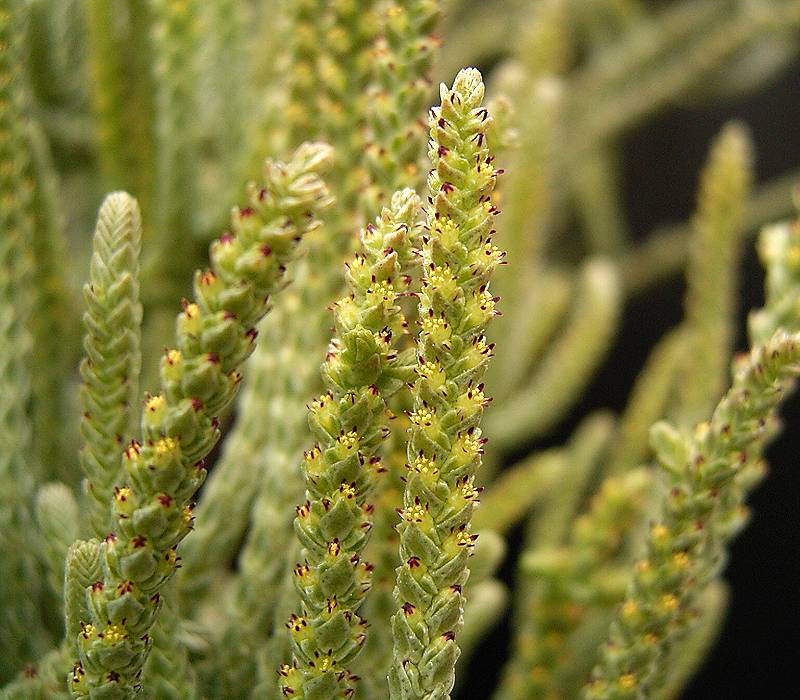
Stems, leaves and inflorescences
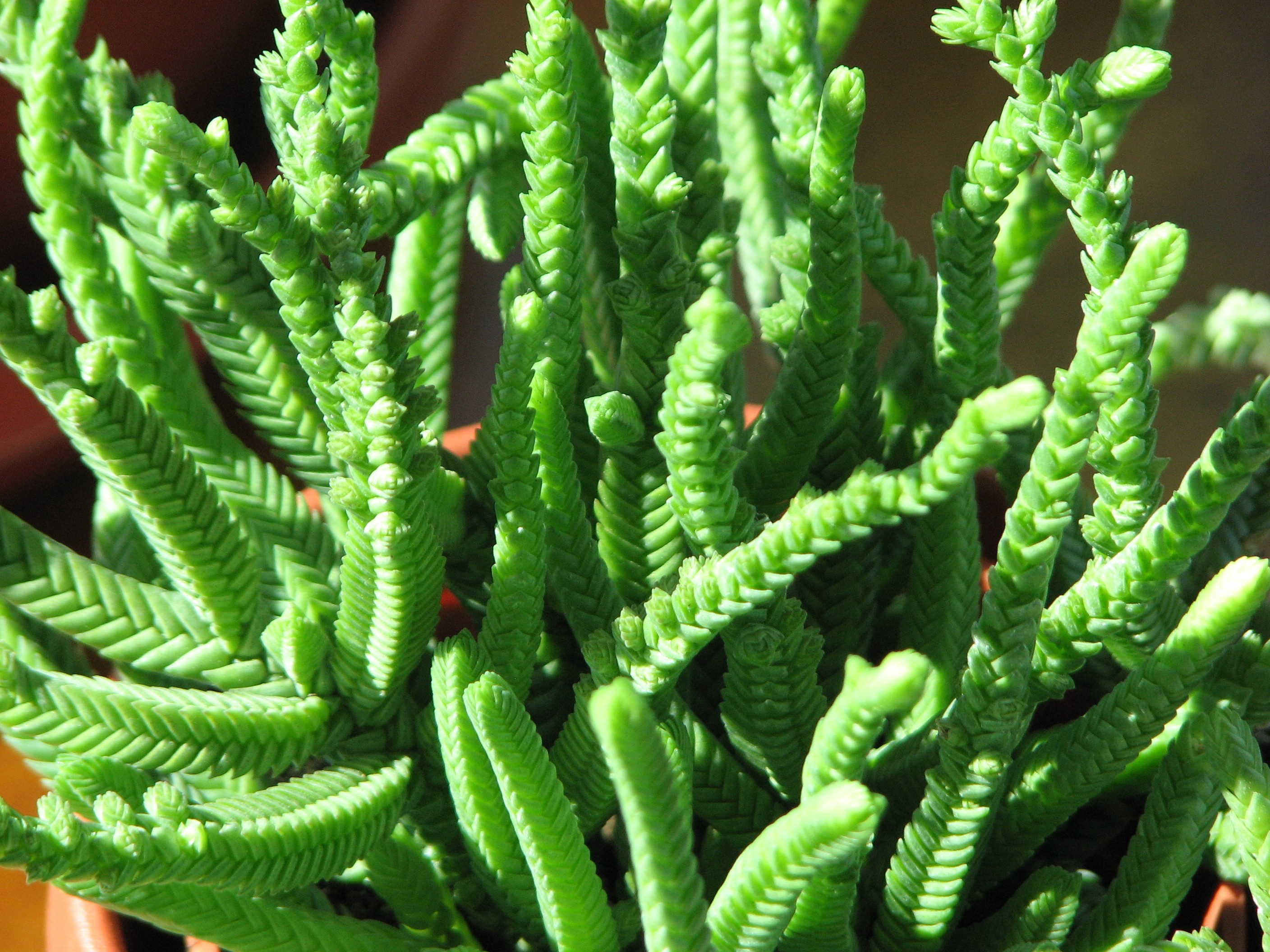
Detail of leaves